# 摩鹿加紅魴鮄
摩鹿加紅魴鮄，為輻鰭魚綱鮋形目牛尾魚亞目黃魴鮄科的其中一種，分布於印度西太平洋區的印尼及澳洲東北部海域，棲息深度380-390公尺，體長可達48.7公分，為底棲性魚類，屬肉食性。

## 擴展閱讀
維基物種上的相關：摩鹿加紅魴鮄